# Teodozjusz (Szytow)
Teodozjusz, imię świeckie Anton Michajłowicz Szytow (ur. 30 października 1968 r. w Czeboksarach) – rosyjski biskup prawosławny.

## Życiorys
Został ochrzczony w dzieciństwie. W 1986 r. ukończył szkołę średnią nr 35 w Czeboksarach. Po odbyciu zasadniczej służby wojskowej w latach 1986-1988 r. pracował w Czeboksarskiej Fabryce Maszyn, początkowo jako malarz, a następnie do 1993 r. jako szlifierz. W latach 1991-1993 zaocznie studiował na Czuwaskim Państwowym Uniwersytecie Pedagogicznym na wydziale artystyczno-graficznym. W 1993 r. wstąpił jako posłusznik do monasteru Trójcy Świętej w Czeboksarach. 19 sierpnia roku następnego został postrzyżony na mnicha przez arcybiskupa czeboksarskiego i czuwaskiego Barnabę, przyjmując imię zakonne Teodozjusz na cześć świętego mnicha Teodozjusza Pieczerskiego. 21 sierpnia 1994 r. arcybiskup Barnaba udzielił mu święceń diakońskich, zaś 29 maja 1995 r., w cerkwi Zmartwychwstania Pańskiego w Czeboksarach, wyświęcił go na hieromnicha. W latach 1995-2003 przebywał w monasterze Trójcy Świętej w Czeboksarach, pełniąc m.in. funkcję ekonoma. W latach 2001-2004 zaocznie kształcił się w seminarium duchownym w Niżnym Nowogrodzie. W 2004 r. została mu nadana godność ihumena.
W latach 2009-2011 r. był przełożonym placówki filialnej (metochionu) macierzystego monasteru we wsi Małoje Czuraszewo.W 2011 r. został przełożonym monasteru św. Aleksandra Newskiego w Karszłysze (Kiuriegasi).
30 maja 2024 r. Święty Synod Rosyjskiego Kościoła Prawosławnego nominował go na biskupa ałatyrskiego i porieckiego. 2 czerwca tego samego roku otrzymał godność archimandryty. Jego chirotonia biskupia odbyła się 16 czerwca 2024 r. w soborze Chrystusa Zbawiciela w Moskwie pod przewodnictwem patriarchy moskiewskiego i całej Rusi Cyryla. Monasterem św. Aleksandra Newskiego kierował jeszcze do grudnia 2024 r.